# East Harlem

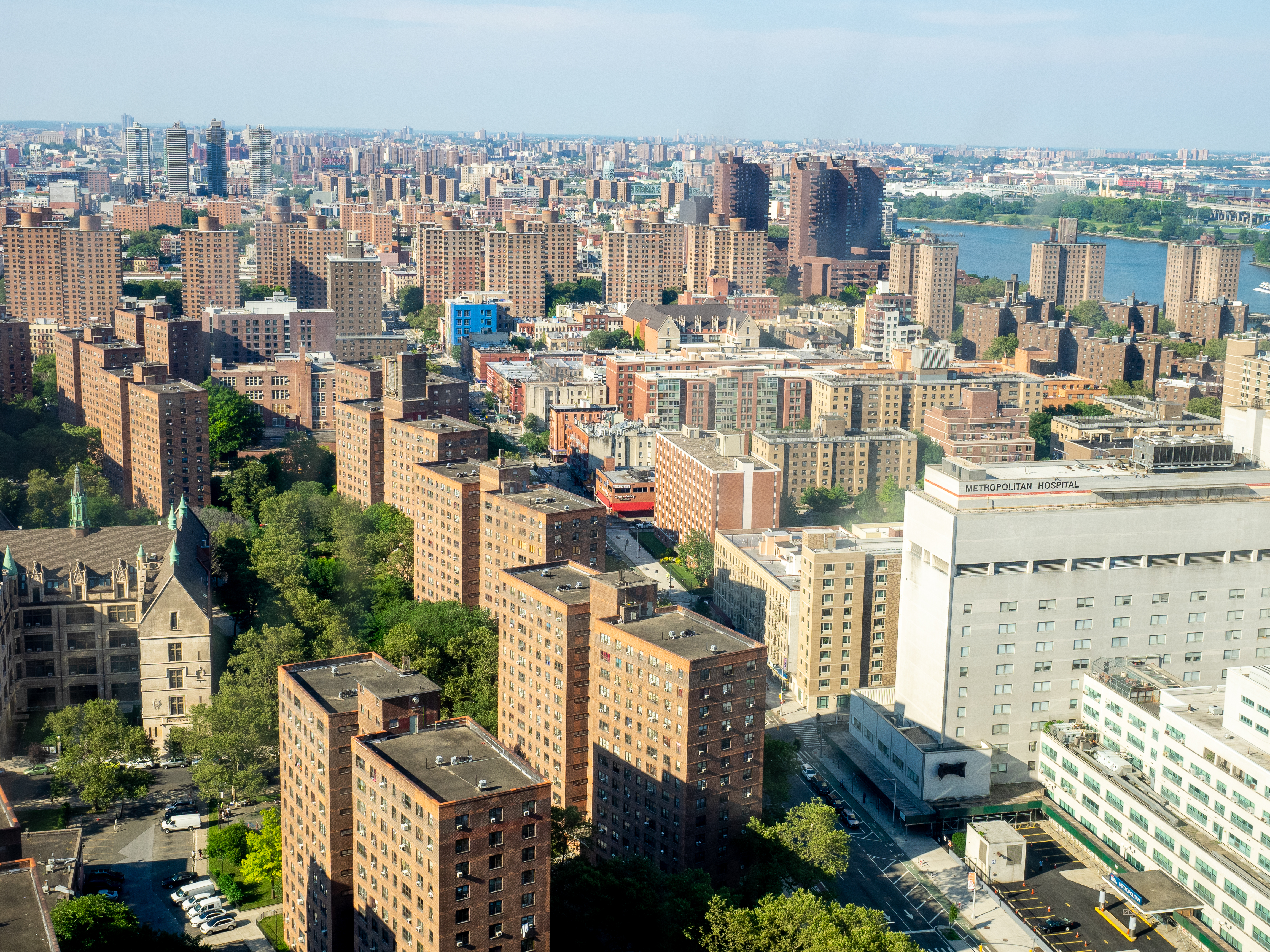
East Harlem, 2nd Avenue, Blick nach Nordosten

East Harlem, auch Spanish Harlem (auch El Barrio, früher Italian Harlem) genannt, ist ein Stadtteil im Stadtbezirk Manhattan in New York City, USA. Im Jahr 2020 hatte East Harlem laut United States Census 124.469 Einwohner. East Harlem ist Teil des Manhattan Community Districts 11 und gehört zum 23. und 25. Bezirk des New Yorker Polizeidepartements.
Trotz seines Namens ist es im Allgemeinen kein Teil von Harlem, bildet aber mit diesem gemeinsam das sogenannte „Greater Harlem“. Die Nachbarschaft beherbergt eine der größten hispanischen Gemeinden in New York City, die hauptsächlich aus Puertoricanern sowie einer großen Anzahl dominikanischer, kubanischer und mexikanischer Einwanderer besteht. Durch den weiteren Zustrom aus Mittel- und Südamerika wächst der Stadtteil zunehmend.

## Lage und Verkehr

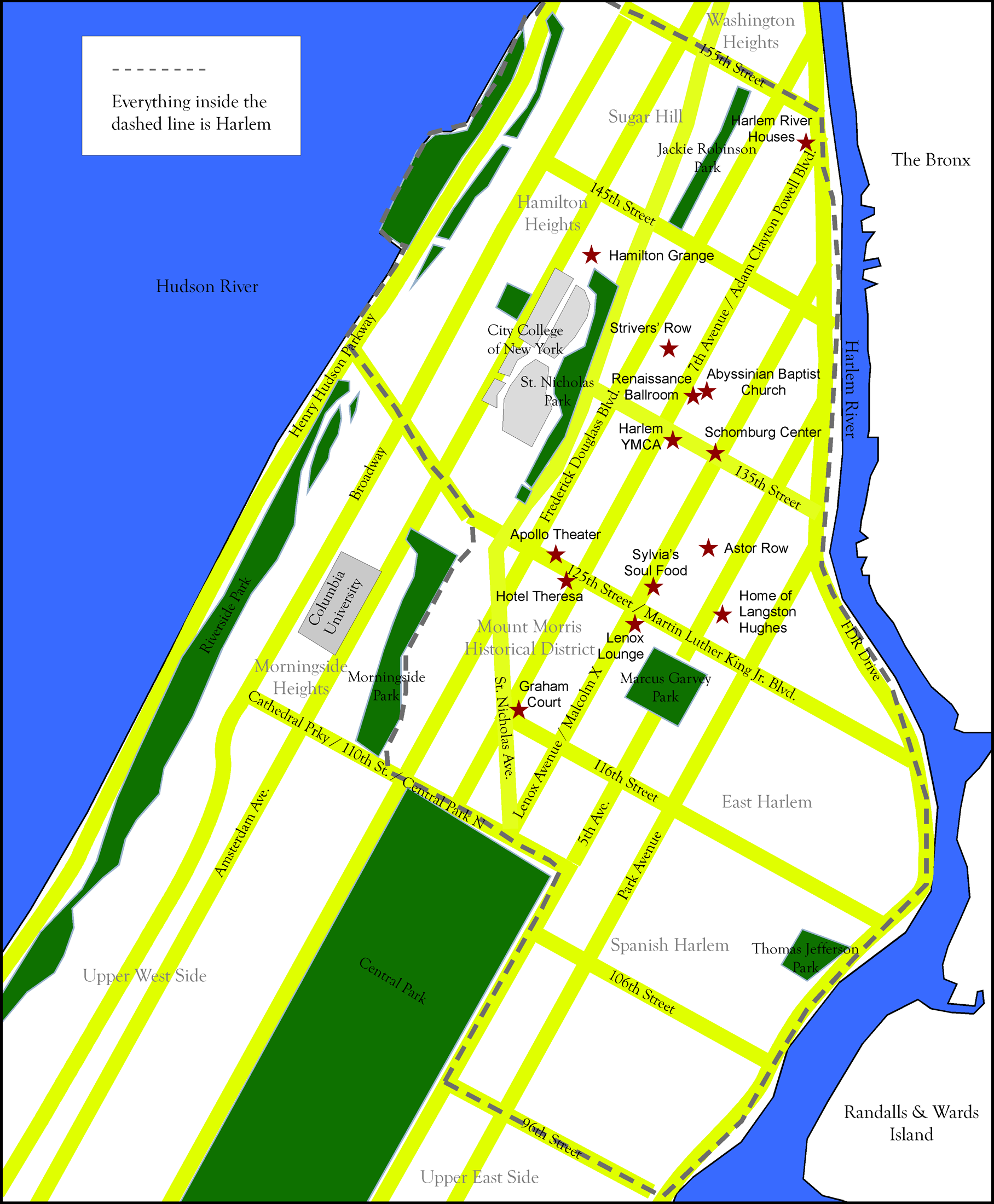
Harlem und East Harlem (östlich der Fifth Avenue)

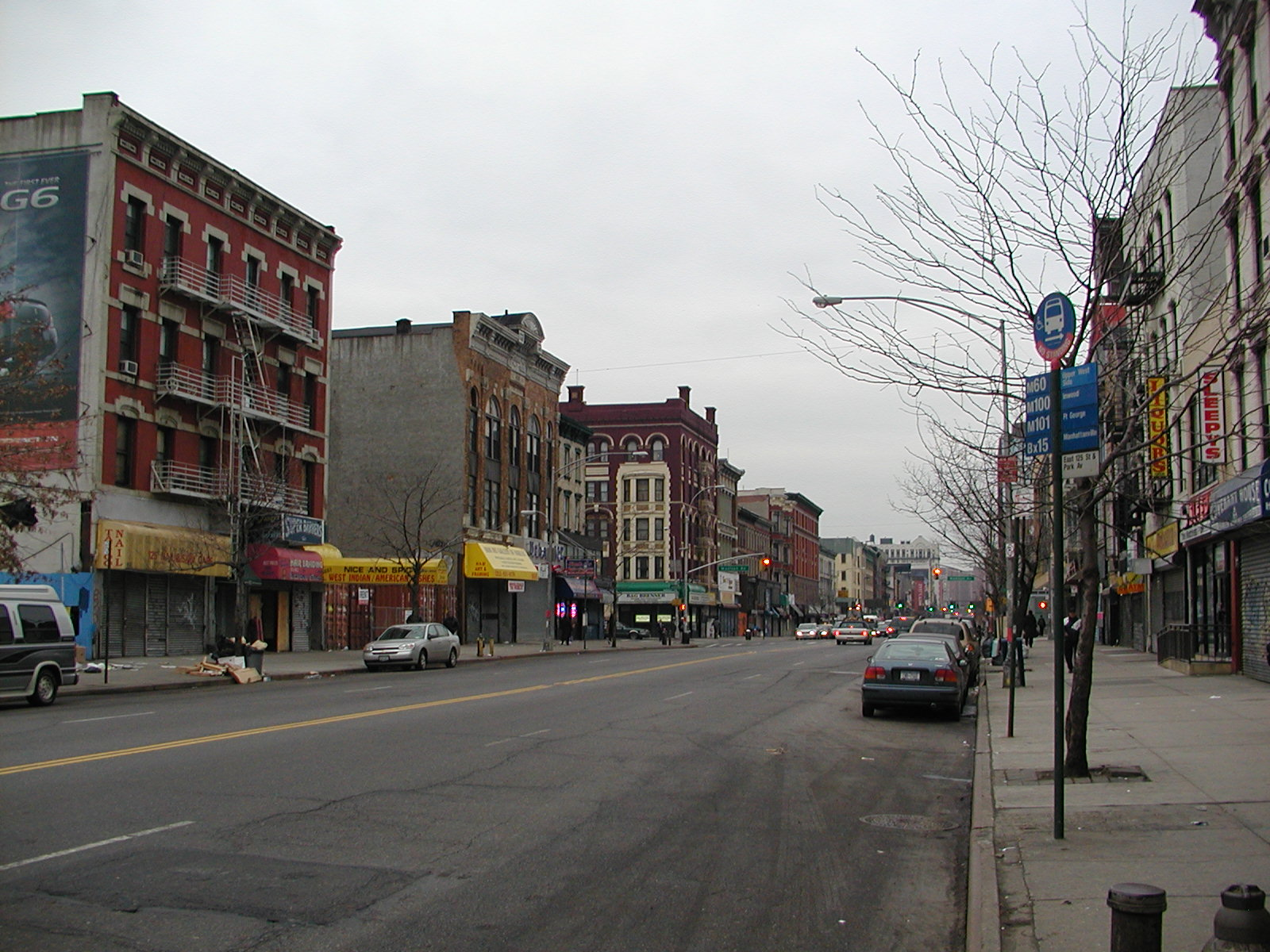
125th Street zwischen Park Avenue und Madison Avenue

East Harlem befindet sich im östlichen Teil von Upper Manhattan im Norden der Insel Manhattan und nimmt eine Fläche von knapp 4 km² ein. Das Viertel wird im Süden von der East 96th Street, im Westen von der Fifth Avenue sowie im Norden und Osten vom Harlem River begrenzt. Benachbarte Stadtteile sind im Süden die wohlhabende Upper East Side, im Westen Harlem und im Nordosten jenseits des Harlem Rivers Mott Haven in der Bronx. Zwischen der 96th Street und der 110th Street befindet sich westlich der Fifth Avenue der nördliche Teil vom Central Park.
East Harlem hat Anschlüsse an die New York City Subway. Entlang der Lexington Avenue verkehren die Linien ,  (nur 125th Street) und  der IRT Lexington Avenue Line. Sie bedienen die Stationen 96th Street, 103th Street, 110th Street, 116th Street und 125th Street. An der Kreuzung 2nd Avenue/96th Street befindet sich die U-Bahn-Endstation 96th Street. Hier beginnen die zur Südspitze Manhattans führenden Linien  und . An der Kreuzung Park Avenue/125th Street liegt der Bahnhof Harlem-125th Street der Metro-North Railroad mit Verbindungen zur Penn Station sowie nach Lower Hudson Valley und Connecticut.
Im Straßenverkehr wird East Harlem insbesondere vom am Harlem River entlang verlaufenden Parkway FDR Drive erschlossen. Neben mehreren Anschlussstellen gelangt man über einen Straßenknoten auf Höhe der 125th Street zur Robert F. Kennedy Bridge (Triborough-Bridge), über die man nach Queens oder in die Bronx gelangt. Des Weiteren führen die Brücken Willis Avenue Bridge, Third Avenue Bridge und Madison Avenue Bridge in die Bronx.

## Geschichte

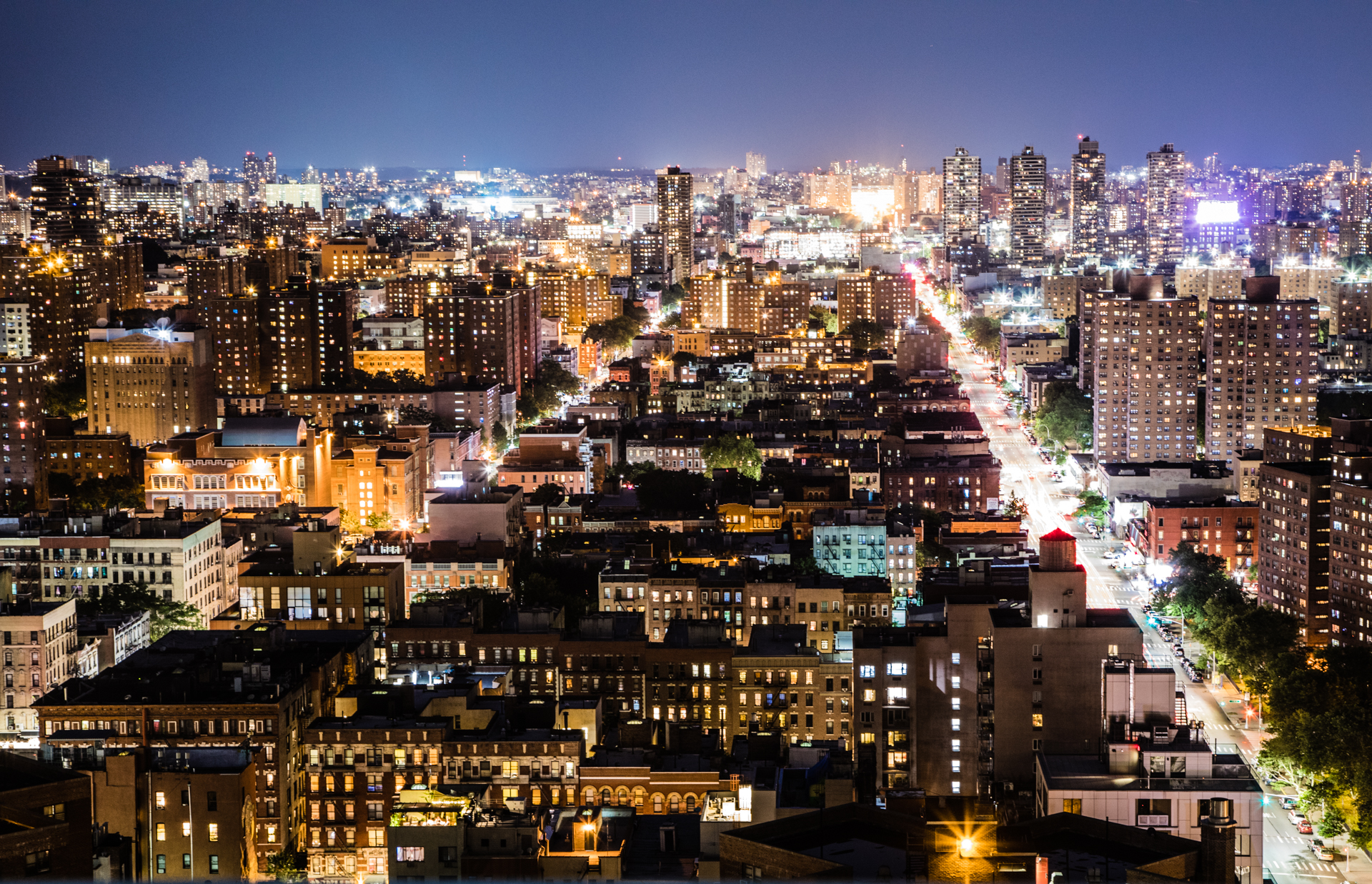
East Harlem bei Nacht

Seit den 1950er Jahren wurde es von zugezogenen US-Bürgern aus Puerto Rico (Nuyoricans – Kofferwort aus New York und (Puerto) Ricans) und Einwanderern aus der Dominikanischen Republik (Dominicanyorks – Kofferwort aus Dominicans und New York) bevölkert. Zuvor wurde es überwiegend von Italienern bewohnt und daher auch Italian Harlem genannt. Eine kleine italienische Gemeinde ist erhalten geblieben. Seit 2000 gibt es eine starke Zunahme der chinesisch-stämmigen Bevölkerung.
East Harlem hatte in der Vergangenheit unter vielen sozialen Problemen gelitten. Es existierten eine hohe Kriminalitätsrate, die höchste Arbeitslosigkeit in New York City, Teenagerschwangerschaften, AIDS, Drogenmissbrauch, Obdachlosigkeit und einer Asthmarate, die fünfmal so hoch ist wie der nationale Durchschnitt. Der Stadtteil hat die zweithöchste Konzentration von Sozialwohnungen in den Vereinigten Staaten hinter Brownsville in Brooklyn. Seit Mitte der 2010er Jahre erfährt East Harlem eine beginnende Gentrifizierung.

## Demographie
Im Jahr 2020 hatte das United States Census Bureau die statistischen Zählbezirke (Areas und Tracts) neu konfiguriert. Somit sind die vor 2020 erzielten Daten meist nicht mehr mit den ab 2020 erhobenen Daten vergleichbar, des Weiteren sind die Zählbezirke Neighborhood Tabulations Area (NTA) und Census Tracts meist nicht deckungsgleich mit den genannten Stadtteilgrenzen. Da dies auch bei East Harlem zutrifft, werden die Census Blocks als kleinste Einheit zur Berechnung verwendet.
In East Harlem leben überwiegend Menschen hispanischer Herkunft. Seit 2000 nimmt aber durch steigenden Zuzug der Anteil von Weißen und insbesondere von Asiaten zu. Laut Volkszählung von 2020 stieg die Einwohnerzahl um 8.548 von 115.921 im Jahr 2010 auf 124.469 im Jahr 2020. Gleichzeitig sank der Anteil der Hispanics und Latinos von 50,1 % auf 45,2 %. Die Einwohnerdichte betrug 31.374 Einwohner pro km². Im Stadtteil lebten 56.277 (45,2 %) Hispanics und Latinos, 18.695 (15 %) Weiße, 34.690 (27,9 %) Afroamerikaner, 9.812 (7,9 %) Asiaten, 1.241 (1 %) aus anderen Ethnien und 3.754 (3 %) aus zwei oder mehr Ethnien.

## Kultur

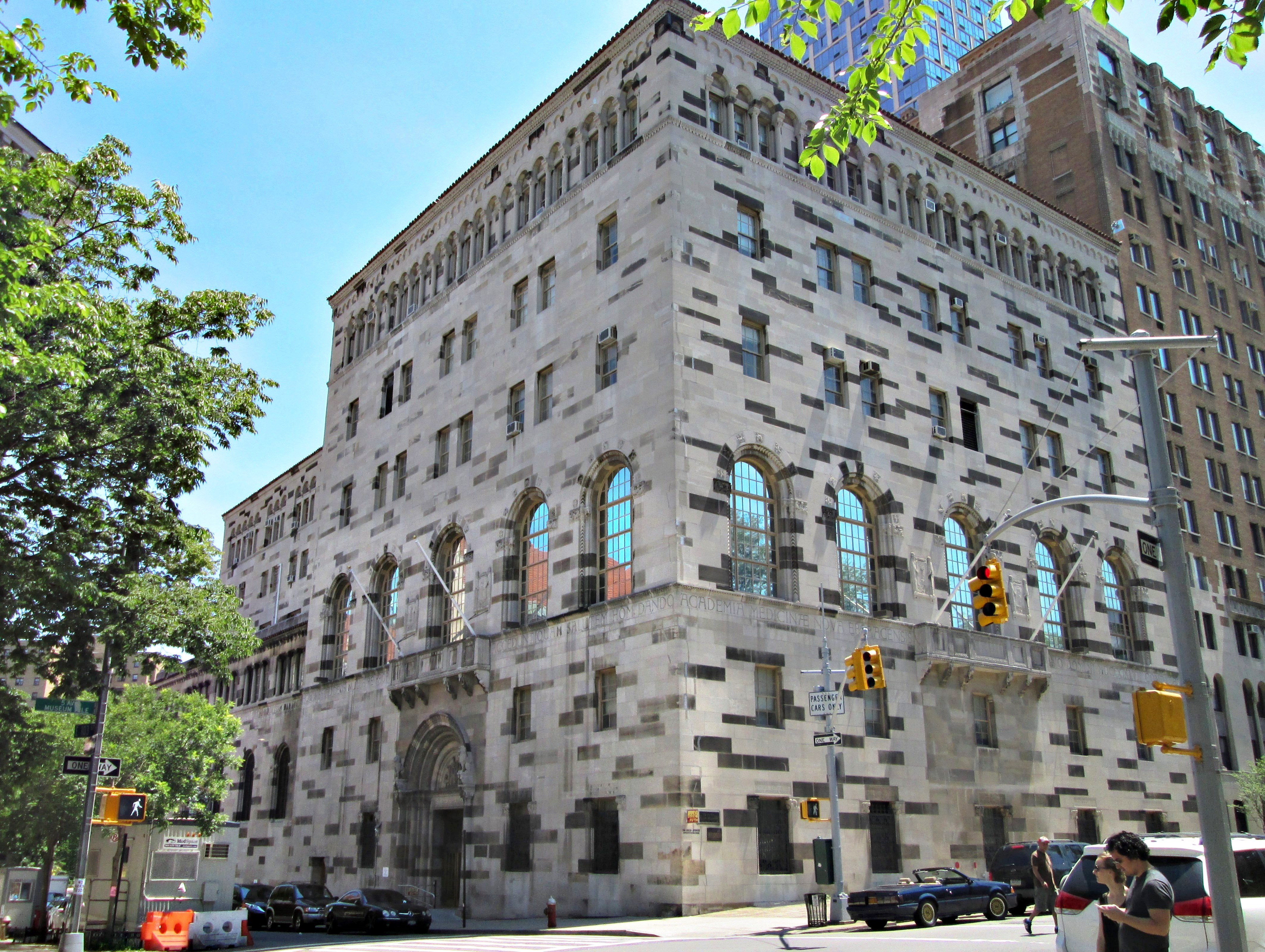
New York Academy of Medicine, Ecke Fifth Avenue/E 103rd Street

Spanish Harlem wurde unter anderem von Ben E. King, Aretha Franklin und The Mamas and the Papas (Spanish Harlem), Louie Ramirez (Lucy's Spanish Harlem) sowie von Bob Dylan (Spanish Harlem Incident) besungen. Von der Gruppe Beirut gibt es den Titel East Harlem.

## Persönlichkeiten

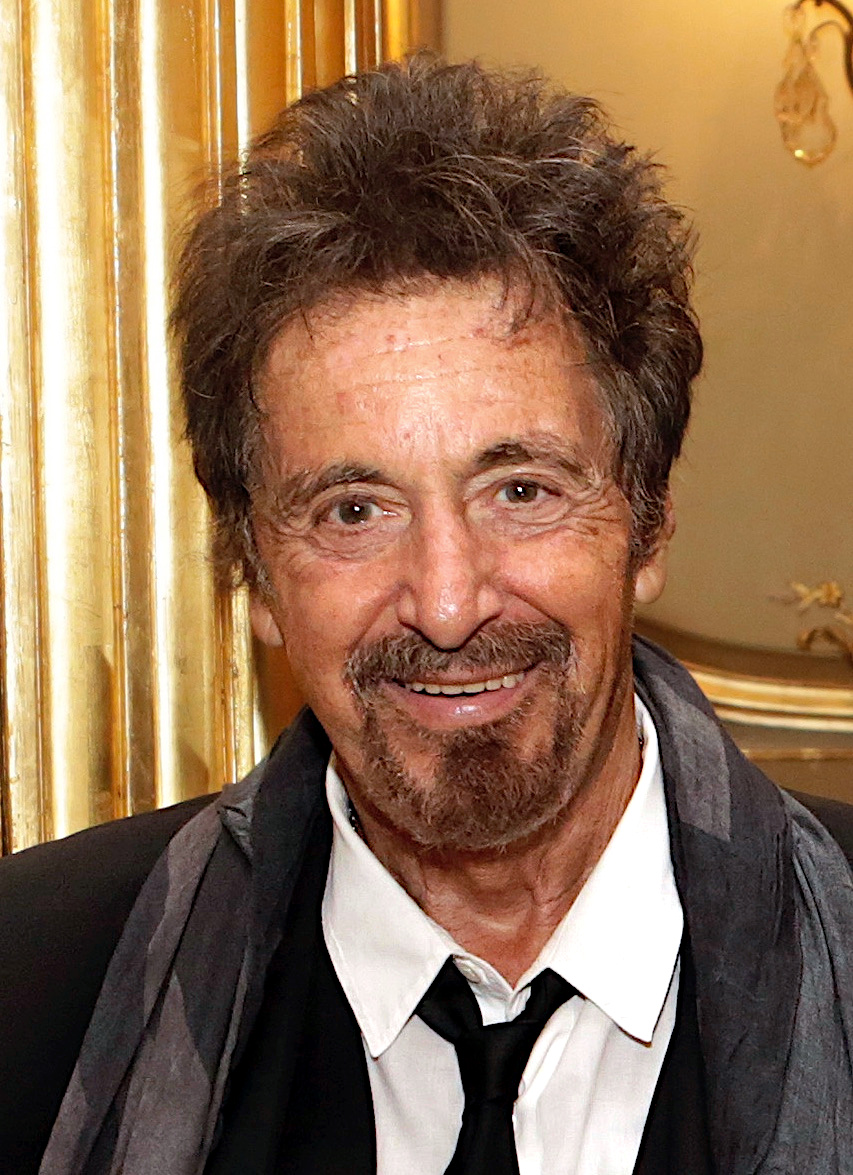
Al Pacino wurde in East Harlem geboren.

In dem Stadtteil wuchsen auf und/oder lebten mehrere bekannte Persönlichkeiten (Auswahl):
- Marc Anthony (* 1968), Komponist, Sänger und Schauspieler.
- Arcángel (* 1985),  Sänger und Songwriter.
- Gertrude Berg (1899–1966), Schauspielerin, Drehbuchautorin und Produzentin.
- Mario Biaggi (1917–2015), Politiker.
- Joe Budden (* 1980), Rapper, war Mitglied von Slaughterhouse.
- Daniel Celentano (1902–1980), Maler und Graphiker.
- Frank Costello (1891–1973), Mobster, Mafiaboss.
- Bobby Darin (1936–1973), Musiker, Entertainer und Schauspieler.
- Erik Estrada (* 1949), Schauspieler
- Destiny Frasqueri oder „Princess Nokia“ (* 1992), Musikerin
- Fiorello La Guardia (1882–1947), Politiker, Bürgermeister von New York City.
- Joan Hackett (1934–1983), Schauspielerin
- Burt Lancaster (1913–1994), Schauspieler
- Vito Marcantonio (1912–1954), Anwalt und Politiker.
- Alice Neel (1900–1984), Malerin
- Al Pacino (* 1940), Schauspieler
- Tito Puente (1923–2000), Musiker
- Anthony Salerno (1911–1992), Mobster
- Ray Santos (1928–2019), Musiker, Grammy-Awards-Gewinner.
- Tupac Shakur (1971–1996), Rapper und Schauspieler.
- Gregory Sierra (1937–2021), Schauspieler
- Ronnie Spector (1943–2022), Sängerin
- Joe Valachi (1904–1971), Mobster